# Ubikvitinacija
Ubikvitinacija je pomembna sekundarna modifikacija proteinov, ki regulira številne procese.
Potem, ko se na protein veže prvi Ub (monoubikvitinacija), lahko pride do vezave še več Ub in formacije poliubikvitinske verige (poliubikvitinacija). Ubikvitin vsebuje 7 lizinskih ostankov, do povezovanja pa običajno pride na mestih Lys48 in Lys63 (K48 in K63 poliubikvitinacija). Različni tipi poliubikvitinske verige različno vplivajo na substrat. K48 poliubikvitinsko verigo običajno prepozna proteasom, ki razgradi označeni substrat.
Monoubikvitinacija ali K63 poliubikvitinacija pa sodelujeta pri signalnih procesih, kot so regulacija aktivacije proteinskih kinaz in popravljanje DNK.
Ubikvitinacija je skrbno reguliran reverzibilni proces, ki ga lahko obrnejo de-ubikvitinacijski encimi (DUBs). To so proteaze, ki so sposobne cepljenja in razgradnje poliubikvitinskih verig.
Histon H2A je bil prvi histon za katerega so ugotovili, da je bil ubikvitiniran . Danes je znano, da je lahko kar 5% - 15% tega histona ubikvitiniranega . 
V večini primerov gre za monoubikvitinacijo, le redki so primeri, ko je aminokislina poliubikvitinirana . Tudi histon H2B se ubikvitinira, vendar v manjšem obsegu kot H2A – približno 1% - 2%, pa to le v monoubikvitinirani obliki. Ubikvitinacija je znana tudi za histona H1 in H3 . Ubikvtinira pa se verjetno samo lizin na C-terminalnem koncu histona.
Ubikvitin je protein sestavljen iz 76 aminokislin. Najdemo ga povsod v evkariontskem organizmu. Gre za zelo ohranjen protein zato je podoben v vseh evkariontskih organizmih. Ubikvitin sodeluje pri različnih celičnih procesih, kot so degradacija proteinov, odgovor na stres, regulacija celičnega cikla, prenos proteinov, signaliziranje v endocitozi in pri regulaciji transkripcije . Ubikvitin deluje kot signalna molekula in kot sprejemnik informacij, kar se kaže z mono- ali poli- ubikvitiniranim lizinom .
Ubikvitinacija je tako kot nekatere druge modifikacije reverzibilna (povratna) modifikacija. Zmožnosti za ubikvitinacijo so omejene s količino prostega ubikvitina in aktivnosti encimov, ki so vpleteni v ubikvitinacijo oz. v deubikvitinacijo histonov. Pri dodajanju ubikvitina na histon sodelujejo encimi E1, E2, E3. Pri odstranjevanju ubikvitina iz histonov pa encimi, ki se imenujejo izopeptidaze .
Obstajajo vsaj trije možni mehanizmi, ki pojasnjujejo, kateri ubikvitinirani histoni vplivajo na transkripcijo. Pri prvem mehanizmu ubikvitin vpliva na večjo organiziranost kromatina, kar se kaže v boljši dostopnosti transkripcijske mašinerije do DNK. Drug  mehanizem temelji na tem, da ubikvitin deluje kot signal, ki rekrutira regulatorne molekule. Tretja možnost pa je, da ubikvitin vpliva na transkripcijo tako, da vpliva na druge snovi, ki modificirajo histone. Raziskovalcem se zdi najbolj verjetna tretja možnost .
Znanih je kar nekaj različnih funkcij ubikvitinacije. Znana je tudi povezava med transkripcijo DNK in ubikvitinacijo. V nadaljevanju bomo našteli nekaj funkcij ubikvitinacije:
- v intaktnem ženskem kromosomu X se nivo monoubikvitiniranega histona H2A dvigne
- ubikvitinacija H2A in H2B v sesalčjih celicah poteče med procesi mejoze, spermatogeneze, transkripcijske aktivacije in je najdena v evkromatinu
- v kvasovkah je ubikvitinacija H2B potrebna, da lahko poteče dimetilacija H3 na lizinu 4 in 79
- v kvasovkah količina ubikvitiranega/deubikvitiranega H2B vpliva na obseg metilacije H3